# Лоде, Мариус
Мариус Лоде (норв. Marius Lode; род. 11 марта 1993, Кверналанн) — норвежский футболист, защитник клуба «Хеккен». Выступал за сборную Норвегии.

## Клубная карьера
Лоде — воспитанник клубов «Фройлянд» и «Брюне». 9 апреля 2012 года в матче против «Стрёммена» он дебютировал в Первом дивизионе Норвегии в составе последних. В начале 2017 года Лоде перешёл в «Будё-Глимт». 4 апреля в матче против «Консвингера» он дебютировал за новый клуб. По итогам сезона Мариус помог клубу выйти в элиту. 8 апреля 2018 года в матче против «Одда» он дебютировал в Типпелиге. 15 июля 2020 года в поединке против «Кристиансунна» Мариус забил свой первый гол за «Будё-Глимт». В том же году он помог клубу выиграть чемпионат, а через год повторил успех.
В начале 2022 года Лоде перешёл в немецкий «Шальке 04», подписав контракт на 2,5 года. 16 января в матче против «Хольштайна» он дебютировал во Второй Бундеслиге.
31 августа 2022 года Лоде подписал контракт со своим бывшим клубом «Будё-Глимт», подписав с клубом контракт до конца 2025 года, с опцией продления на один год.

## Международная карьера
24 марта 2021 года в отборочном матче чемпионата мира 2022 против сборной Гибралтара Лоде дебютировал за сборную Норвегии.

## Статистика

### Матчи Лоде за сборную Норвегии
| Матчи Лоде за сборную Норвегии | Матчи Лоде за сборную Норвегии | Матчи Лоде за сборную Норвегии | Матчи Лоде за сборную Норвегии | Матчи Лоде за сборную Норвегии | Матчи Лоде за сборную Норвегии |
| ------------------------------ | ------------------------------ | ------------------------------ | ------------------------------ | ------------------------------ | ------------------------------ |
| №                              | Дата                           | Соперник                       | Счёт                           | Голы Лоде                      | Соревнование                   |
| 1                              | 24 марта 2021                  | Гибралтар                      | 3:0                            | —                              | Чемпионат мира 2022 (отбор)    |
| 2                              | 13 ноября 2021                 | Латвия                         | 0:0                            | —                              | Чемпионат мира 2022 (отбор)    |

Итого: 2 матча / 0 голов; 1 победа, 1 ничья, 0 поражений.

## Достижения
«Будё-Глимт»
- Чемпион Норвегии (3):: 2020, 2021, 2023
- Победитель ОБОС-лиги: 2017